# RIAノーボスチ
RIAノーボスチ (リアノーボスチ、РИА Новости, RIA Novosti) は、かつて存在したロシアの国営通信社で、現在はロシアの今日のロシア国内向けブランド。ソビエト連邦時代のソビエト情報局をルーツとし、1961年に「ノーボスチ」の名称を使用するようになった。ソビエト連邦の崩壊前後から合併や改称を経て「RIAノーボスチ」となったが、2013年に「ロシアの今日」に発展的に解消した。　

## 名称
消滅時点での正式社名は連邦国営単一企業ロシア国際通信社「RIAノーボスチ」 (Федеральное государственное унитарное предприятие Российское агентство международной информации «РИА Новости», Federal State Unitary Enterprise Russian News & Information Agency RIA Novosti)、略して FGUP RAMI「RIAノーボスチ」((ФГУП РАМИ «РИА Новости», FGUP RAMI RIA Novosti)。
ロシア国外では単にノーボスチとも呼ばれたが、ノーボスチはニュースを意味する一般名詞である。RIAノーボスチは1991年～1998年の社名 ロシア通信社「ノーボスチ」(Российское информационное агентство «Новости», Russian Information Agency Novosti) の略で、公式サイト日本語版ではロシア通信社ノーボスチとノーボスチ・ロシア通信社の名称が使われていた。

## 略史

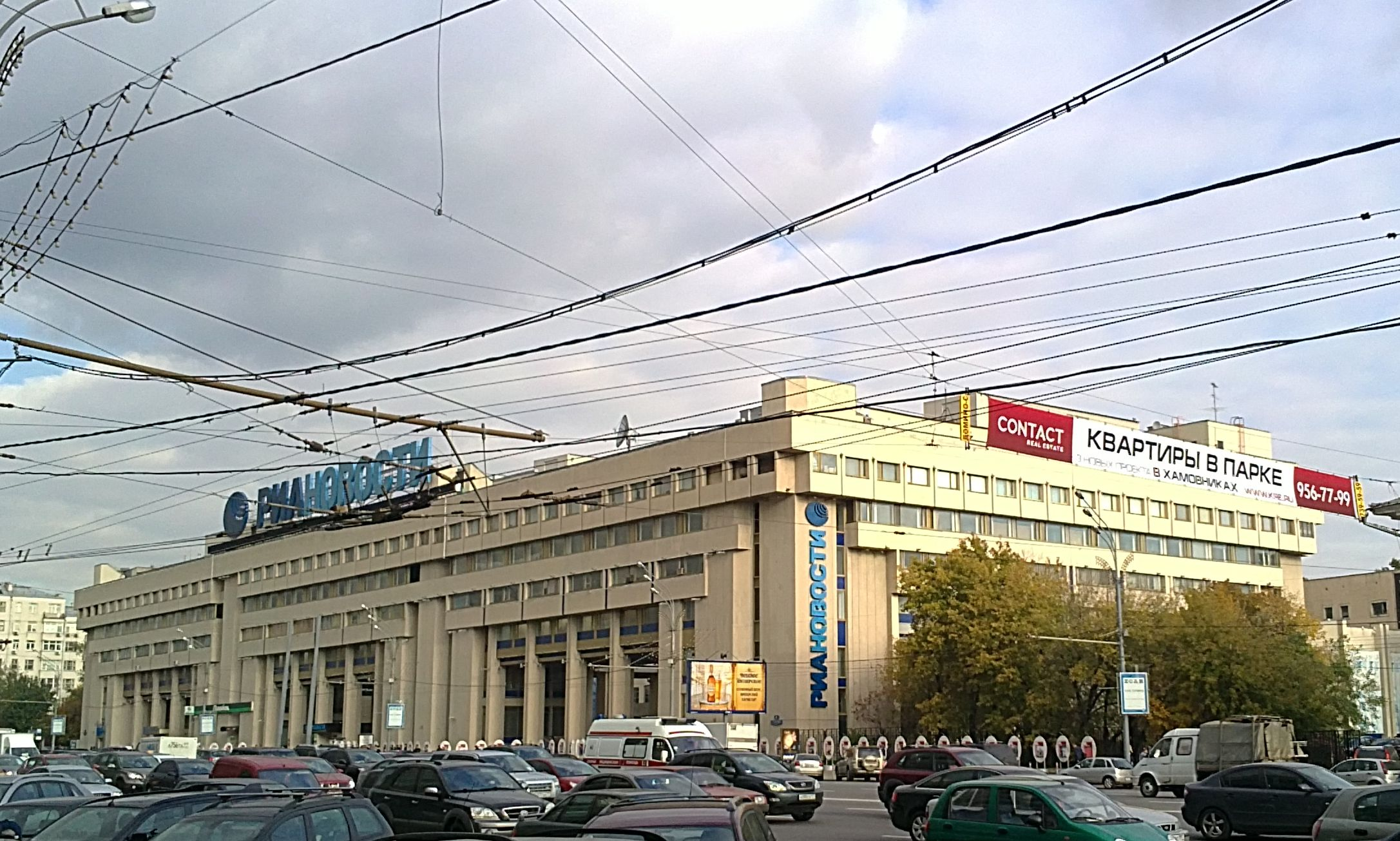
RIAノーボスチ本社

- 1941年、ソビエト情報局 (Советское информационное бюро, Soviet Information Bureau) 略称ソヴィンフォルンビューロ (Совинформбюро) として設立された。
- 1961年、出版局「ノーボスチ」(Агентство печати «Новости», Novosti Press Agency) 略称APN (АПН) に改組。
- 1990年7月27日、情報局「ノーボスチ」(Информационное Агентство «Новости», Information Agency Novosti) 略称IAN (ИАН) に改組。
- 1991年9月、ロシア通信社 (Russian Information Agency) と合併しロシア通信社「ノーボスチ」(Российское информационное агентство «Новости», Russian Information Agency Novosti)に。
- 1998年5月、連邦国営単一企業ロシア通信社「ヴェスティ」 (Федеральное государственное унитарное предприятие Российское информационное агентство «Вести», Federal State Unitary Enterprise Russian Information Agency Vesti) に改名。マスメディア部門がロシア通信社ノーボスチに。
- 2004年4月1日、連邦国営単一企業ロシア国際通信社「RIAノーボスチ」に改名。
- 2013年12月9日、ウラジーミル・プーチン大統領はRIAノーボスチ通信とラジオ局「ロシアの声」を廃止し、新たに国際情報局「ロシアの今日」（ロシア語ラシーヤ・シヴォードニャ、ロシア・トゥディ）を開設する大統領令に署名した[2][3]。
- 2022年ロシアのウクライナ侵攻を理由として、20名の記者が退職していたことが同年8月15日に報じられた[4]。ノーボスチを去った1人であるユリア・アフメドワは、ニュースサイトPolygonのインタビューに応じている。侵攻当日の2月24日、最初の計画会議では論争も起こったが、「『ファシスト』『ナチス』がウクライナに住んでいる」という公式レトリックに基づいて記事を書くことを進んで引き受ける記者はいなかったという。そのため、政治的トピック・社会的トピックの掲載は延期された。アフメドワは、両親の説得や当局者の遺留もあり同年3月5日に退職。残っている記者は扶養家族がいるなどの事情があってどこにも行けないが、戦争には反対しているため協力的であったと話している[5]。
- 同年4月には、ウクライナのナチスを「浄化」しなければならないという記事（"Что Россия должна сделать с Украиной"）を掲載し、ロシア専門家から「大量虐殺を正当化し、扇動している」と非難された[6]。

## 注目を集めた記事
ロシアがウクライナを侵攻していた最中の2022年2月26日、RIAノーボスチは誤って"Наступление России и нового мира"（ロシアの到来/攻撃と新世界）というタイトルの記事を発表した。ロシアがウクライナに対して早期に勝利を収めたという前提で書かれたものと推測されている。記事の内容は、かつてのロシア世界の栄光を西側諸国から取り戻し、新世界秩序を打ち立てたプーチンを称賛するものであった。

## 関連事項
- インテルファクス通信（インタファクス通信）
- タス通信
- モスクワ・ニュース